# Christen Assarsson
Christen Assarsson (i riksdagen kallad Assarsson i Rönneberga), född 5 februari 1831 i Asmundtorps församling, Malmöhus län, död där 9 juli 1894, var en svensk lantbrukare, hemmansägare och riksdagspolitiker. Han var bror till juristen Pehr Assarsson.
Assarsson var ledamot av riksdagens andra kammare 1871–1884, invald i Harjagers och Rönnebergs häraders valkrets i Malmöhus län. Han tillhörde Lantmannapartiet.